# Джон Перкінс
Джон Перкінс (англ. John Perkins; нар. 28 січня 1945 року в Гановері, Нью-Гемпшир, США) - американський письменник й активіст. Він був добровольцем Корпусу миру в Еквадорі в 1968—1970 роках, цей досвід дав йому поштовх до досліджень економічних процесів і початку письменницької діяльності. Його найвідоміша книга «Сповідь економічного вбивці» (2004), в якій публікується інсайдерська інформація з експлуатації або неоколонізації країн Третього світу, цей процес Перкінс описує як інтриги корпорацій, банків і уряду Сполучених Штатів. У його книзі, «Таємна історія американської імперії», що вийшла в 2007 році, представляється велика кількість доказів негативного впливу глобальних корпорацій на економіку та екологію бідних країн.
Незважаючи на сенсаційність заяв Перкінса, «Сповідь економічного вбивці» не містить доказів правдивості його заяв. Критики звинувачували економічну частину книги в поверховості, дилетантстві, фактичних помилках і конспірологічних домислах.
Джон Перкінс, крім книг про економіку і геополітику, написав ряд книг про культуру аборигенів, а також про особистісне й глобальне перетворенні — «Психонавігація», «Дух Шуара», «Без стресу», «Світ такий, яким ти його бачиш» і « Зміна вигляду».